# Bureätten

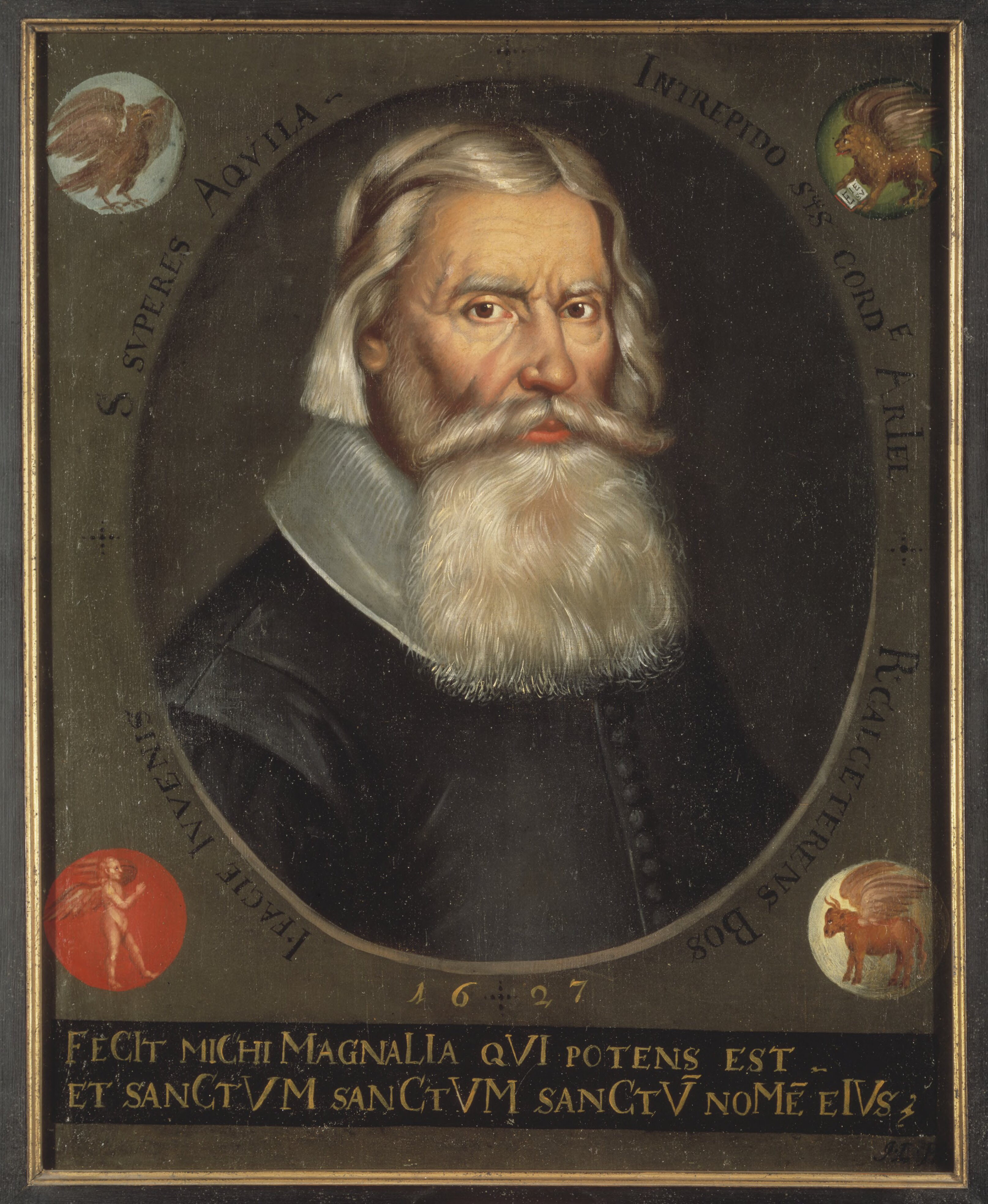
Bureättlingen Johan Bure (1568–1652) – också känd under sin latinska namnform Johannes (Thomae Agrivillensis) Bureus – var och är en av de stora gestalterna inom 1600-talets forn- och språkforskning. Hans släktbok över Bureätten kom att ligga till grund för en av Sveriges märkligaste genealogier.

Bureätten är en släkt med rötter i Sveriges nordliga delar, vars tidigaste säkerställda medlem Gamle Olof föddes strax före år 1400. Benämningen kom av namnet på den by från vilken denna släktkrets anses ha kommit: Bure i Skellefteå socken i Västerbotten, nuvarande Bureå. På 1600-talet vidgades beteckningen till att omfatta alla dem som gjorde anspråk på att härstamma från en mytisk, medeltida rikshjälte Fale hin unge, som enligt samtida brev verkade från 1340- till 1360-talet, bland annat i Medelpad. Flera personer från det som kom att kallas Bureätten innehade från 1500-talets slut höga kyrkliga positioner som biskopar och ärkebiskopar. Så kallade Bureättlingar dominerade vid denna tid också inom den nyinrättade fornminnesvården och inom Riksarkivet. Manliga och kvinnliga avkomlingar till denna ätt brukar kallas Bureättlingar. Från att ha varit en riksbekant benämning används Bureätten i denna betydelse numera mest bland släktforskare och lokalhistoriker. 
Ett stort antal Bureättlingar och deras inbördes släktskap finns redovisade i en släktbok som antikvarien Johannes Bureus upprättade under 1600-talets första årtionde. Boken grundades på Johan Bures intervjuer med släktingar runt om i landet. Släktboken är unik för sin tid på så sätt att den till stor del redogör för släktskapen bland personer i den svenska allmogen. Under perioden 1640–1740 kompletterades släktträdet bakåt med obelagda kopplingar till stormaktstidens elit, mytiska medeltidsgestalter, och personer omnämnda på runstenar. Följden blev att Bureätten gjorde anspråk på att vara en av de äldsta adliga släkterna i riket med två medeltida hjältar – vars kopplingar till Bureätten ifrågasatts – vid namn Fale i släktträdet. Genom DNA-släktforskning på flera nu levande ättlingar till två söner till Gamle Olof, och källkritisk granskning av en tidigare originalhandskrift av släktboken som återupptäcktes 2008 i finska Riksarkivet, har stora delar av släktboken kunnat verifieras tillbaka till kring år 1400. Några grenar, som också tidigare varit ifrågasatta utifrån källkritikens kriterier, har kunnat förkastas, och genom ytterligare DNA-studier har fler grenar kunnat läggas till Bureätten. Den på 1620-talet adlade släkten Bure började påstås tillhöra Bureätten på manssidan, något som modern DNA-sekvensering visat inte stämmer, vilket dock aldrig heller hävdas i deras adelsbrev. De adlade bröderna härstammade från Bureätten (som både innefattar kvinnor och män) genom sin mor.

## Bureättens ursprung
Bureätten, den regionala och inflytelserika elit som identifierade sig utifrån ett gemensamt ursprung i Bure i Skellefteå, var redan under den andra delen av 1500-talet vitt spridd i Bottnen, det vill säga historiska landskapen Västerbotten (innan Norrbotten bröts ut) och Österbotten. Betydelsen av släkttillhörigheten och ursprungsorten framgår av att olika personer eller hela släktgrenar som flyttat från Skellefteå tidigt tog sig namnen Burman, Bure eller den latiniserade formen Bureus (Buræus). Det tidigaste exemplet på detta i samtida källor är den ”Anders Bureman” i Röbäck i Umeå, som omnämns i en handling från tiden 1508–1509; se mer om honom nedan. Även personer som härstammade från Bure på kvinnosidan kunde markera sin egenskap av Bureättling i officiella sammanhang. Ett sådant exempel var ärkebiskopen Andreas Laurentii (”Björnram”), vars mormor var född i Bure. Själv adlades han med tre björnramar i skölden av Johan III. På det huvudbaner som sattes upp i Uppsala domkyrka över hans grav 1591 framhävde ärkebiskopens efterlevande just släktskapen med Bureätten. Denna Burehärstamning betonas också i den gravskrift Johan Skytte lät rista in på gravhällen i domkyrkan över ärkebiskopen Olaus Martini († 1609, dotterdotters sonson till Andreas Laurentii mormors far Anders Olsson i Bure). Johan Skytte nämner där att den avlidne överlämnat ärkebiskopsämbetet till (Bureättlingen) Petrus Kenicius, med tillägget: ”båda dessa är en förnämlig prydnad för Buresläkten” (”uterque celsum • Bureæ decus familiæ”).

## Tidigt inflytande på riksnivå

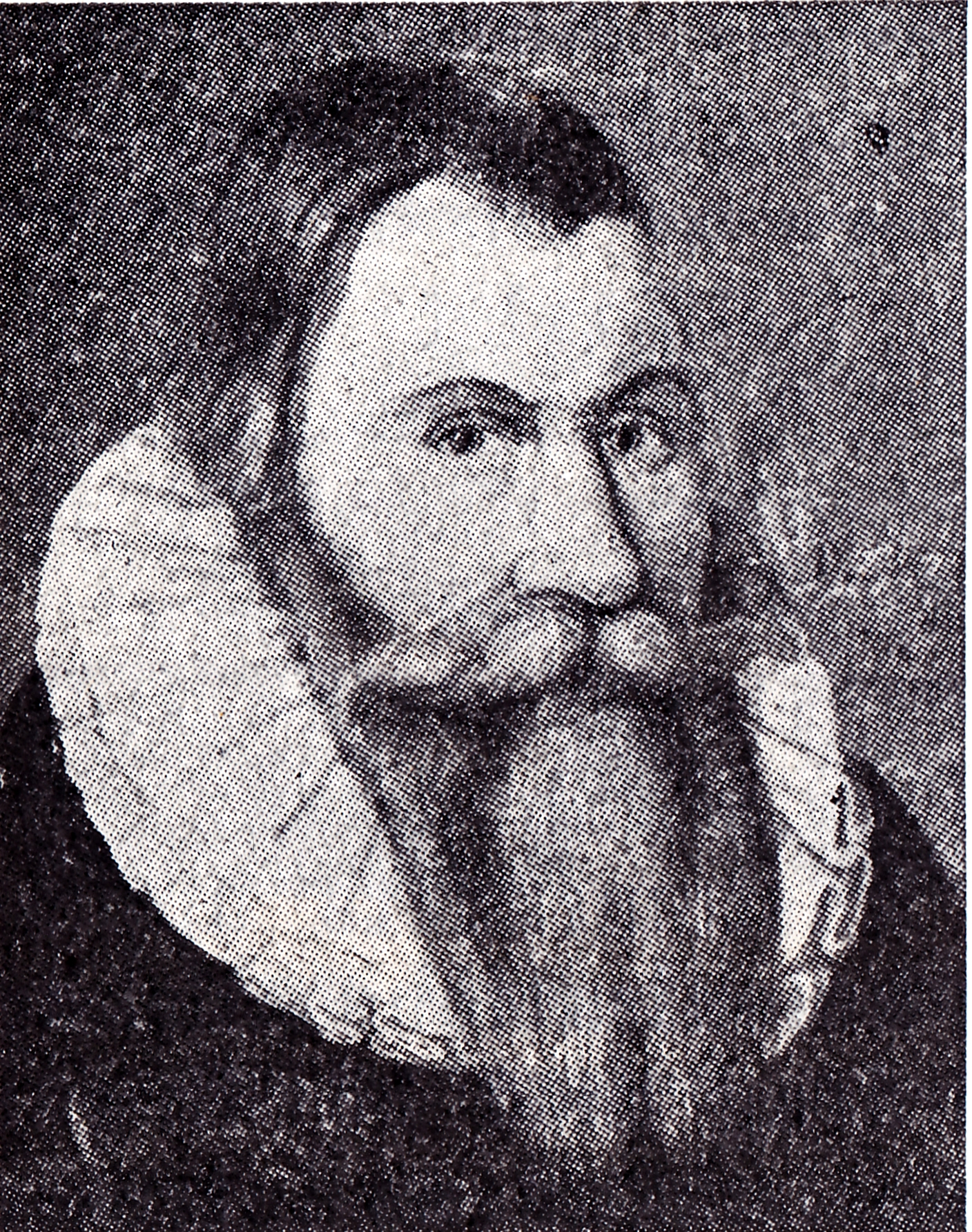
Petrus Kenicius (1555–1636), svensk ärkebiskop 1609–1636, var en av de Bureättlingar som hade tillhört den segrande oppositionen efter den liturgiska striden. Hans morfar var den i artikeln omnämnde Anders Burman i Röbäck i Umeå.

De flesta Bureättlingar tillhörde de självägande böndernas krets såväl under 1500-talet som under 1600-talet. Från 1500-talets mitt var dock flera släktmedlemmar verksamma som präster och kronotjänstemän. Det är främst med Bureättlingar från dessa släktled som Bureätten under en tid får en unik dominans inom kyrkan och rikets antikvitetsforskning. 
I den långvariga och bittra liturgiska strid som inleddes 1574 tillhörde flera av huvudpersonerna bland oppositionen Bureätten och Norrlandsortodoxin. På motsatt sida i konflikten stod bland andra den ovannämnde Bureättlingen och ärkebiskopen Andreas Laurentii (”Björnram”), som försökte genomdriva Johan III:s linje i katolsk riktning. Följden av att motståndarsidan segrade blev att dessa Bureättlingar och deras släktingar i egenskap av biskopar och ärkebiskopar kom att få stort inflytande under ett halvsekel från 1590-talet och framåt, då kyrkan formades till en svensk evangelisk-luthersk bekännelsekyrka.
Under perioden 1600–1720 hade Bureättlingar också framstående positioner inom den svenska riksantikvariska verksamheten. Denna fornminnesvård inrättades av kronan som ett prioriterat instrument för att visa på fäderneslandets uråldriga och ärorika förflutna. Inom detta område hade lärdomsgestalten, antikvarien och Bureättlingen Johan Bure (1568–1652) ett mycket stort inflytande även efter sin död. Flera personer som kunde göra anspråk på släktförbindelse med Bureätten ingick sedan i ledningen för den antikvariska verksamheten. Av de tidigaste cheferna för Riksarkivet var likaså flera personer som med rätt eller orätt kunde se sig som Bureättlingar eller var gifta med en Bureättling. Under deras ledning byggdes en professionell arkivorganisation upp och man ordnade, katalogiserade och skrev av det omfattande arkivmaterialet, som till stor del legat i säckar, kistor, tunnor, tinor och knippen.

## Buregenealogin och Johan Bures släktbok

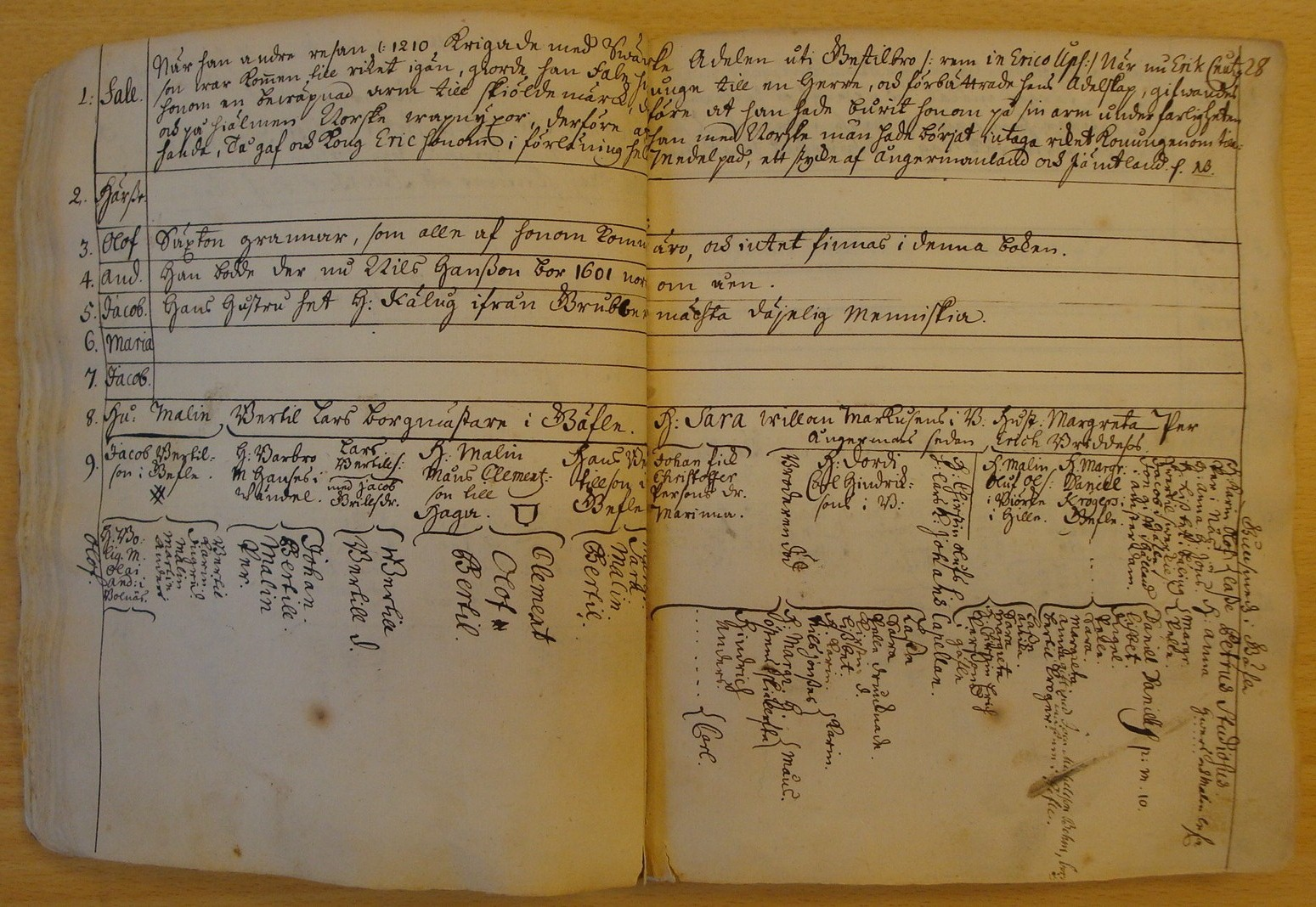
Ett uppslag i en av avskrifterna av Johan Bures släktbok över Bureätten (X37, uppsl. 28, Uppsala universitetsbibliotek). Släkttavlan redovisar Bureättlingen Jakob Anderssons (Grubb) ättlingar.

Vid mitten av 1600-talet var Bureättlingarna så pass spridda och befann sig inom så skilda samhällsskikt att Bureätten som sådan hade upphört att vara en reell, nätverkande släktkrets. Anknytningen till Bureätten fortsatte dock att vara betydelsefull som ett sätt att framhäva den egna bördens urgamla ålder och betydelse. Detta var särskilt viktigt under stormaktstiden, då en person definierades och bemöttes utifrån sitt ursprung och sina förfäders antal.
För Bureättens del utgjordes underlaget för denna släktföreställning av Johan Bures släktbok. Johan Bure, som genom sin mormors far härstammade från Bureätten, hade 1600–1601 genomfört en omfattande resa i de norrländska landskapen. Samtidigt hade han genomfört ett stort antal intervjuer med avlägsna släktingar om deras gemensamma släkt.
Den äldste stamfader som en släkting berättat om var den välbärgade Härse i Bure, som bör ha levt omkring år 1400 om han var en historisk person. Kolonisationen av den övre Norrlandskusten hade då tagit sådan fart att Bure inte längre låg i utkanten av den fasta bosättningen i Norrland. Denne Härse beskrevs i släkttraditionen som ”en mäkta god själakarl”, alltså en mycket skicklig sälfiskare eller säljägare. Han ska ha använt en särskild båttyp, en sälmyndrik, och en typ av kombinerad åra och roder kallad mynde – antagligen en roderstång som användes ungefär på det sätt som man framför gondoler i Venedig – i sin säljakt. Härse sades ha mördats och blivit begravd i Lövångers kyrka av prästen herr Ragvald. Från honom skulle sedan alla bönder i Bure på Johan Bures tid vara komna.
Legendens knapphändiga framställning om den säljägande Härse återspeglar de faktiska förhållandena i denna del av det norrländska kustlandet under medeltiden. Beskrivningen ger bilden av en tidig bonde eller bosättare som framgångsrikt deltagit i det medeltida sälfisket i övre Norrlands kustland. Den enda uppgift som ger en möjlig hållpunkt tidsmässigt för när Härse skulle ha levat är den om begravningen i Lövånger; återgår den på en historisk händelse antyder den i så fall en datering till senast 1413.
Johan Bure placerade sedan in Härse som son till en mytisk hjälte, adelsmannen Fale hin unge (om honom, se nedan). Resultatet blev en släktbok med en omfattande samling släkttavlor som till större delen redovisar ättlingarna till Härses i Bure sonson Anders Olofsson i Bure, vilken Johan Bure uppger skulle ha varit underlagman i Västerbotten. De flesta av de närmare 2 000 personer som namnges i släktboken tillhörde norrländsk allmoge, prästerskapet eller ingick i kategorin ofrälse kronotjänstemän från 1400-talets andra hälft och framåt i en omfattning som var utan motsvarighet för sin tid, då annars bara furstar och adel ansågs ha anor och därmed vara värda en släktutredning.

### Släkttavla i urval
Den expanderbara släkttavlan nedan är ett mycket kort utdrag ur Johan Bures omfattande släktbok över Bureätten. Genealogin visar Buresläktgrenar med de socialt mer högtstående grenarna under Johan Bures livstid och inbegriper endast några få av släktmedlemmarna. Personer med korstecken framför (††) och med namnet i grått har sannolikt ingen koppling alls till Bureätten utan har tillagts av Johan Bure i efterhand på bristfälliga grunder, något som utvisats dels genom DNA-studier utförda av Peter Sjölund och Ronny Norberg, dels genom Urban Sikeborgs granskningar av en tidig originalhandskrift av släktboken som återfanns i finska riksarkivet år 2008 av Tiina Miettinen Släkttavlan återger de uppgifter som Johan Bure nedtecknat i släktboken. Observera att uppgifter som inte finns i släktboken utan har lagts till som förtydliganden här skrivs inom parentes. Varje indrag anger att det rör sig om en yngre generation och att de personer som nämns efter indraget är barn till den person som nämns närmast ovanför med ett indrag mindre. Så ansågs Fale Olofsson, Anders Olofsson och Olof Olofsson, vilka skrivs med samma indrag, som söner till Olof Härsesson enligt Johan Bures släktbok. Deras respektive barn skrivs direkt under dem men efter ytterligare ett indrag.
| Bureättens äldre led – extrakt ur Johan Bures släktbok |
| --- |
| †† Fale hin unge i Byrestad, Sköns socken, Medelpad. 1. Härse, säljägare i Bure, Skellefteå socken. För sin lärdoms skull kallad ”abboten i Bure”. Gick med silverskenor och silverbälte. Mördad. 1. Olof Härsesson, ”som besatt sin faders gård Bure”, kallad gamle Olof. Byggde Bure kloster på en holme ”uti Bura åminne”. 1. †† Fale Olofsson 1. †† Peder Falesson. 1. †† Sven Pedersson. 1. †† Herr Lars, kyrkoherde i Säbrå. 1. †† Herr Engelbrekt, kyrkoherde i Säbrå, sedan i Själevad. Gift med bureättlingen Elisabet (Andersdotter), f. 1549, d. 1597, moster till Johannes Bureus. 1. Anders Bure, f. 1571, kungl. sekreterare, adlad. 2. Herr Lars Bureus, f. 1573, d. 1612, kyrkoherde i Riddarholmskyrkan. 1. Cecilia, f. 1603, gift med Jöran/Georg Lilia, adlad Stiernhielm. 3. Jonas Bure, f. 1575, kungl. sekreterare, adlad. 4. Olof Bure, f. 1578, magister, medicine doktor, adlad. 2. ††Herr Hans, kyrkoherde i Säbrå, sedan i Härnösand. 1. ††Magister Jakob Zebrozynthius, Professor i Uppsala 1612. Gift med Bureättlingen Karin Nilsdotter, dotter till den utsedde men före installation avlidne ärkebiskopen Nicolaus Bothniensis och dennes hustru Elisabet Andersdotter (Grubb). (Sonen Nils Bureus adlad Burensköld 1654.) 2. ††Margareta (”Stormor i Dalom”), gift med magister Elaus Terserus i Lexand i dennes andra äktenskap. 2. ††Jon Svensson, hövitsman. 2. Anders Olofsson i Bure, underlagman i Västerbotten. ”Han bodde der nu Nils Hansson bor 1601 norr om åen.” 1. Mariet/Maria (i originalhandskriften dotter istället för syster till Jakob Lagman i Bure), gift med Anders Persson i Grubbe, Umeå sn. (Stamföräldrar till Norrlandssläkten Grubb). 1. Anna, gift med Lars Olsson, ståthållare över Norrland. 1. Magister Andreas (Laurentii) Bureus, ärkebiskop i Uppsala; adlades och kallade sig därefter Björnram. 2. Hans Larsson (Björnram), ståthållare över Finland. 3. Mårten Larsson i Svartvik (Norrala socken), Hälsingland. Var underlagman i Västerbotten i faderns ställe 1561. 4. Anna, gift med arklimästaren under Erik XIV Anders Sigfridsson (Rålamb) på Bro. 5. Sara, gift med kungl. sekreteraren Peder Eriksson (Korp), son till Erik Snickare. 2. Karin, gift med Olof Matsson i Gävle. 1. Magister Martinus, biskop i Linköping. 1. Magister Olaus Martini, ärkebiskop i Uppsala. 3. Per Andersson i Gävle. 1. Herr Anders i Luleå, prost. 1. Elisabet (Lisbet), gift med Nicolaus Bothniensis, vald till ärkebiskop i Uppsala 1598 men avled år 1600 före installationen. 2. Magister Petrus Andreae, professor i Uppsala, sedan kammarråd hos hertig Karl. 2. Jakob Andersson – ”Jakob Lagman” – i Bure, underlagman i Västerbotten på Bureholm. Gift med Kälug från Grubbe i Umeå sn, ”en mächta däjelig Menniskia”. 1. Anders Jakobsson i Bure och Kåge, Skellefteå (belagd 1507). Underlagman i Västerbotten. Gift med Malin, frillodotter till herr Anders i Skellefteå. 1. Anna, gift med herr Andreas Olavi, kyrkoherde i Skellefteå. 1. Malin, gift 1 med herr Thomas Matthiae, kyrkoherde i Åkerby socken (Uppland). 1. → Johan Bure (Johannes Bureus), f. 1568 i Åkerby. (Skapare av Buregenealogin vid 1600-talets början.) 2. Elisabeth, gift med kyrkoherde Engelbert Laurentii (se ovan) 1. Anders Bure, adlad Bure, kartograf, sekreterare. 2. Jonas Bure, adlad Bure, sekreterare i Riksarkivet. 3. Olof Bure, adlad Bure, kunglig livmedicus, överborgmästare i Stockholm. 2. Moses Jakobsson i Bure, gift med ”en etter finska” från Torneå. 1. Hustru Anna, gift med länsmannen Lars Andersson i Viken i Skellefteå, vilken var nämndeman 1561. 1. Hustru Karin, gift 1 med stadsskrivaren i Uppsala Johan Johansson; gift 2 med herr Jon i Skuttunge. 1. Olof Jonsson, född i moderns andra äktenskap, slottsskrivare i Örebro 1608. (Enligt Riddarhusets stamtavlor för adliga ätten Cronberg, nr 646, nämns Olof Jonsson som slottsfogde 1613. Sonen, kammarräntmästaren Börje Olofsson Buræus (1622–1673), som adlades 1654 med namnet Cronberg, var en av 1600-talets stora finansmagnater.) 3. Anders Andersson Burman i Röbäck i Umeå (belagd ca 1508–1509). 1. Olof Bure i Röbäck, Umeå (belagd 1548). 1. Brita, gift med Olof Klemetsson i Baggböle i Umeå. 1. Könik i Baggböle. 1. Doktor Per Köniksson/Petrus Kenicius, professor vid akademin i Uppsala, biskop i Skara och slutligen ärkebiskop i Uppsala. 4. Pål Andersson. 1. Olof Pålsson. 2. Erik Pålsson. 3. Olof Olofsson. 1. Anders Olofsson. 2. Jon Olofsson. 1. Olof Jonsson. 1. Anders Olofsson. 1. Ambrosius Andersson. 1. Olof Ambrosiusson. 1. Erik Olofsson Burman. 2. Jon Olofsson Burman. 2. ††Fale Herssesson, byggde på faderns fäbodar och kallade det Falmark. Förfader till de 16 bönderna i Falmark. 3. †† Mats Härse, nämnd i inskrift på rådhusväggen i Magdeburg, enligt Jakob Zebrozynthius 1611. 2. †† Bure eller Björn Bure/Kåse, den som först byggde på Burön i Arnäs sn, Ångermanland. Rymde faderns gård Byrestad 1229. Hans sonsonson Björn Persson lever 1601, över 100 år gammal. 3. †† N. N., ”Herses Brodher den yngste besatt sin Fädernes gårdh” (i Birsta). 1. †† (Föregiven ättling) Johan Siggeson till Svartingstorp vid Kalmar, f. i Birsta, var krigsöverste 1563. Fick adelsgifte i Småland. Sades ha tagit Fale hin unges målade adelsvapen från Sköns kyrka och därmed värvat sig adelskap. |

Födelse- och dödsår saknas i släktboken för de äldre leden och uppges därför inte här, men har uppskattats i senare källor, ibland utan saklig grund.

### Johan Bures runstensgenealogi

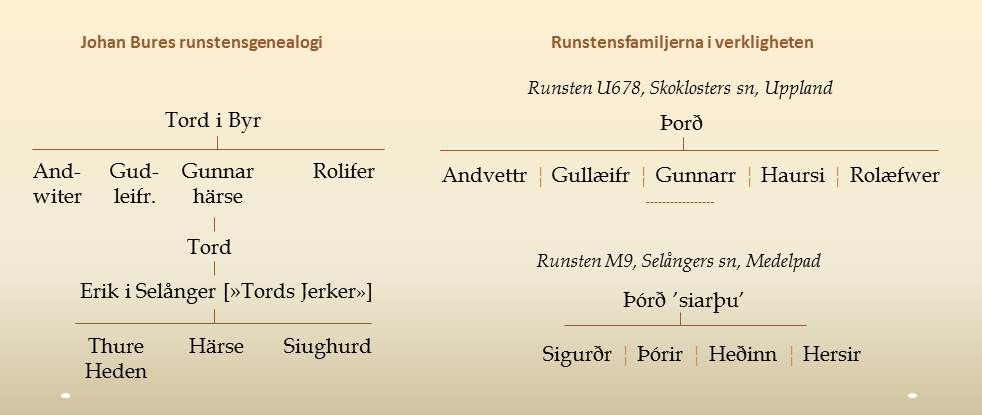
Till vänster visas den runstensgenealogi Johan Bure skapade utifrån en felläsning av texten på stenarna. Till höger visas vad runstenarna faktiskt berättar om dessa två familjer baserat på Samnordisk runtextdatabas.

Johan Bure trodde att namnen Härse och Bure var unika för Bureätten. Han föreställde sig därför att han härstammade från de personer med ”Bure-unika” namn som han tyckte sig kunna läsa på runstenen i Nolby (Medelpads runinskrifter 1), runstenen i Sko (Upplands runinskrifter 678) samt på runstenen i Selånger (Medelpads runinskrifter 9). Utifrån två felläsningar av texten på de två första runstenarna skapade han till sist en runstensgenealogi som han placerade långt bak i heden tid. Han förenade den själv aldrig med släkttavlorna från Norrlandsresan.

### Bureätten på minnesstenen i Uppsala 1611

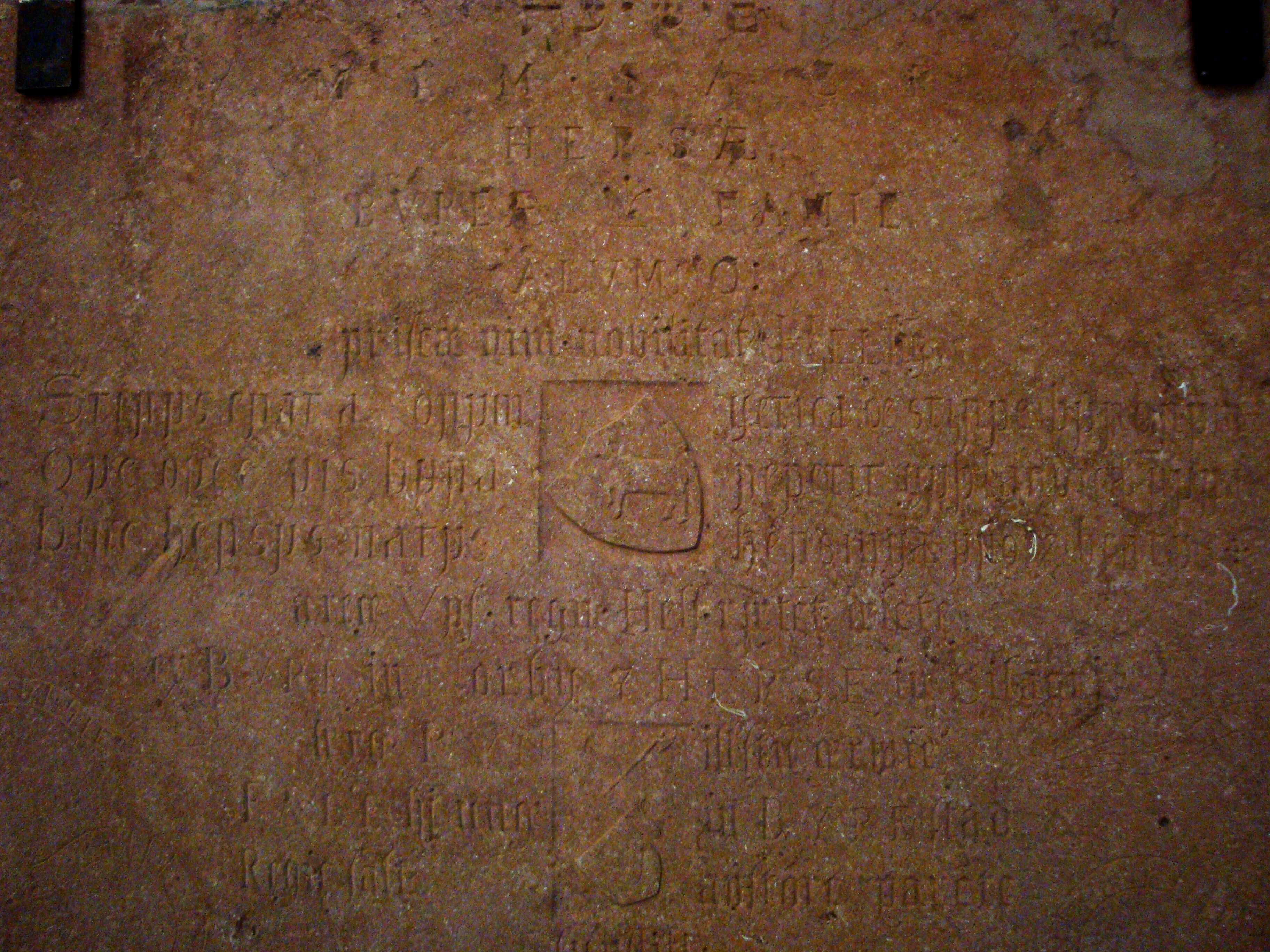
Bilden visar den övre delen av Johan Bures minnessten över Bureätten, som nu är uppsatt i Uppsala domkyrka. Stenen väckte sådan uppmärksamhet genom sin egendomliga utformning att fyra avritningar gjordes under 1700-talets första hälft.

Johan Bure lät 1611 rista en minnessten över Bureätten som sattes upp på muren till Karolinska akademiens mindre hörsal i Uppsala. Minnesstenen väckte tidigt uppmärksamhet med sin kryptiska latinska text och sina egendomliga symboler. Johan Bure framställer där Bureättens härstamning från det forna kungariket Hälsingland och antikens goter. Han speglar i symboliken föreställningen att hans förfäder utgjort en halvgudaliknande klass – ”baggar” eller ”härsar” – som tjänat som medlare mellan Gud och folket i en uråldrig forntid. Han berör denna tanke också i flera av sina esoteriska verk. Därefter följer en komprimerad redogörelse över Johan Bures egen härstamning från dessa. Minnesstenen är nu uppsatt i Uppsala domkyrka.

### De äldsta historiskt säkerställda släktmedlemmarna

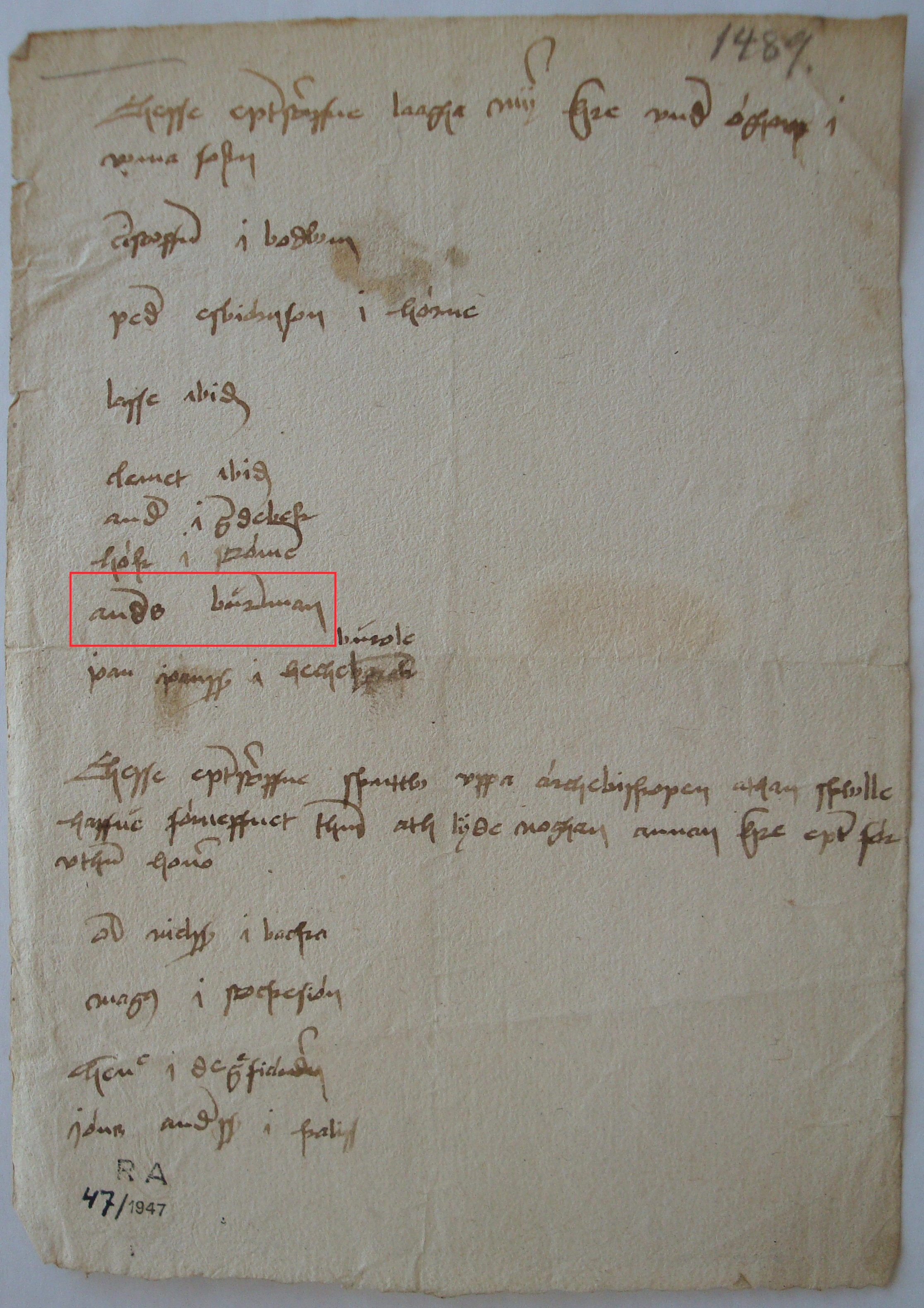
Ett av de äldsta skriftliga beläggen för en Bureättling är dokument nr 1489 i Sturearkivet, upprättat troligen 1508 eller 1509, vilket nämner Bureättlingen ”Anders bureman” i Umeå socken.

Ett av de tidigaste samtida skriftliga beläggen för en Bureättling är från 1507 och namnger Johan Bures mormors far Anders Jakobsson. I denna handling, daterad Skellefteå den 28 februari 1507, bekräftar ärkebiskop Jakob Ulfsson Anders Jakobssons i Bure äganderätt till godset Kåge. Detta hade den framlidne kyrkoherden i Skellefteå herr Anders köpt och gett sin frillodotter som nu var gift med Anders Jakobsson; enligt släktboken hette hon Malin. Anders Jakobsson, som nämns utan titel eller epitet, hade dock varit tvungen att betala en icke angiven summa pengar i vederlag till ärkebiskopen för denna bekräftelse. Omkring år 1508–1509 nämns dessutom den ovannämnde släktmedlemmen Anders Burman i Röbäck i Umeå, som verkar ha varit en av dem som motsatt sig att då betala hjälpskatten förrän de hade sett ärkebiskopens brev om detta; se inskannad bild.  Enligt släktboken var Anders Burman farbror till Anders Jakobsson.
Johan Bures uppgiftslämnare var geografiskt vitt skilda. Johan Bures redovisning pekar på att flera sagespersoner som härstammade i tredje, fjärde och femte släktledet från Anders Olofsson född ca 1425 i Bureå hade lämnat samstämmiga uppgifter om barnen till denne. Anders Olofsson uppges i Johan Bures släktbok också ha varit far till underlagmannen i Västerbotten Jakob Andersson (”Jakob Lagman”) i Bure. Denne Jakob skulle med sin hustru Kälug från Grubbe i Umeå ha fått flera barn. Ett av dessa var Anders Jakobsson i Bure (senare i Storkåge), alltså den Anders Jakobsson som nämns 1507. Samstämmigheten bland sagespersonerna tyder på att åtminstone Anders Olofsson i Bure är en historisk person; han bör ha varit född under något av 1400-talets första decennier. Det finns dock inga bevarade belägg för att några medlemmar av släkten har varit underlagmän i Västerbotten före 1500-talet.
De DNA-studier som beskrivs nedan ger stöd även för släktskapet mellan Anders Olofsson och hans bror, Olof Olofsson, och troliggör därmed även deras far gamle Olof Härsesson, med födelseår uppskattat till kring år 1400.

### Tidigt adlade Bureättlingar

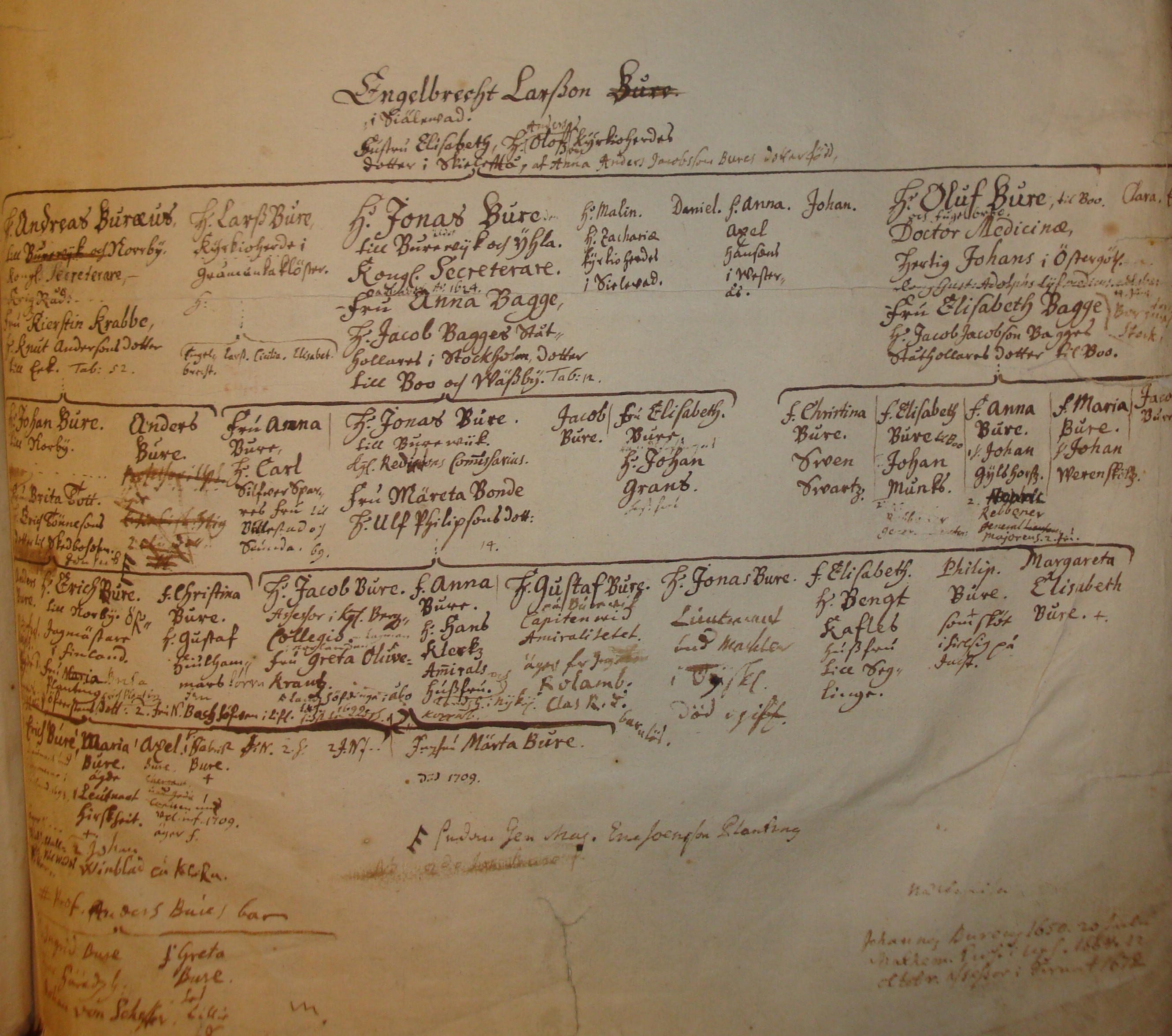
Den äldsta släkttavla för adliga ätten Bure (nr 126) som upprättades av en adelsgenealog, i detta fall Johan Peringskiöld († 1720).

Några tidiga adlanden av enskilda Bureättlingar ledde till ett ökat intresse för Buregenealogin och då särskilt för släktens äldre led. Vid 1600-talets första årtionden hade tre av Johan Bures kusiner på mödernet höga ansvarsbefattningar i kronans tjänst: Anders Bure och Jonas Bure (Bureus) var kungliga sekreterare i rikskansliet i Stockholm och deras bror Olof Bure var kunglig livmedikus och överborgmästare i Stockholm. Utöver att vara Bureättlingar via modern gjorde dessa på otillräckliga, numera motbevisade, grunder också anspråk på att härstamma från Burehjälten Fale hin unge på svärdssidan genom fadern (Engelbertus Laurentii (ovan kallad Engelbrekt, som de dock inte ärvde adelstiteln av), kyrkoherde i Säbrå och senare i Själevad i Ångermanland. Olof Bure adlades 1621 och Jonas och Anders Bure 1624. När Riddarhuset inrättades 1626 skrevs de gemensamt in som den adliga ätten Bure med nummer 116. En annan släkting, Nils Bureus (son till deras kusin Jacobus Johannis Zebrozynthius), adlades 1654 med namnet Burensköld. Dennes son Jacob Burenskiöld – så skriver han själv sitt namn – upphöjdes sedan i friherrlig värdighet 1706. Från 1700-talet kom den adliga ätten Falkengréen att felaktigt framställas som ytterligare en gren på svärdssidan av Buresläktträdet. Ingiften i andra adliga släkter och nyadlanden av enskilda Bureättlingar i den stora vågen av adlanden av kronotjänstemän och militärer under stormaktstidens senare del medförde att närmare ett hundratal adliga ätter och åtskilliga kyrkliga lärde omkring år 1746 kunde räkna släktskap med Bureätten på något sätt. 
Några av de många bemärkta personer som har kunnat kalla sig Bureättlingar är Emanuel Swedenborg, Peter Artedi, Johan Ihre, Gustaf de Laval, Artur Hazelius och ”kungamakaren” Carl Otto Mörner.

### Senare tillägg till Buregenealogin
Den ökade mängden ståndspersoner som gjorde anspråk på Bureanknytning ökade också behovet av en guldkantad antavla. Fram till 1700-talets mitt kompletterade olika personer de äldre släktleden med fiktiva data och anslöt dem till Johan Bures runstensgenealogi. Den som bär största ansvaret för dessa förändringar är prästmannen och historieforskaren Andreas Olavi Rhyzelius (1677–1761), som var gift med en Bureättling. Därigenom blev Bureättens äldste stamfader runstensgestalten Tord i Byr, som skulle ha levt på 900-talet. Bureätten påstods nu vara en av Sveriges äldsta släkter.

## De båda rikshjältarna Fale Bure

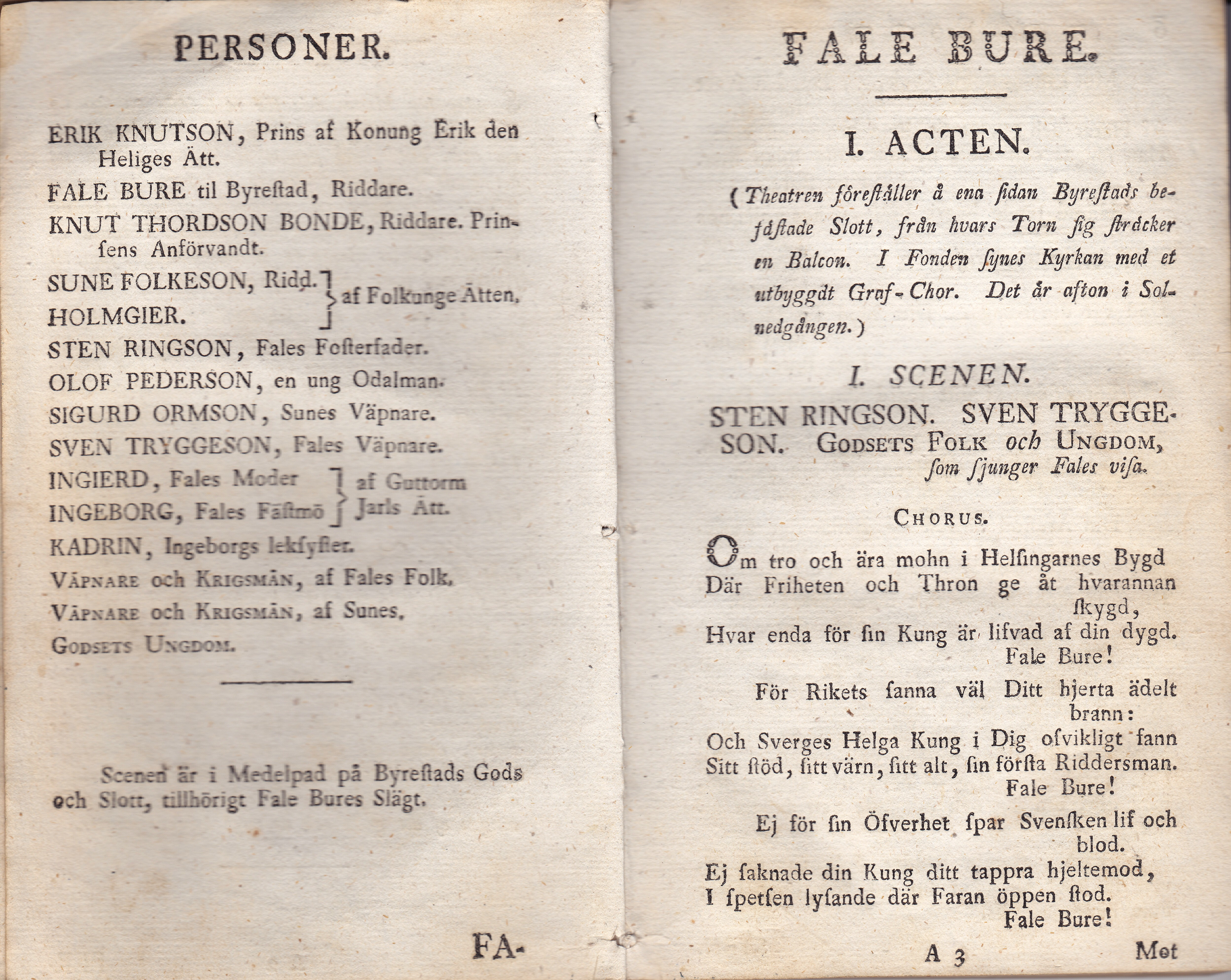
De inledande sidorna i Jakob De la Gardies hjältedrama Fale Bure. Drame i fyra acter från 1795. Stycket, som för att bevara författarens anonymitet uppgavs skrivet av Thure Wennberg, uppfördes första gången den 15 maj 1795 i kungens och hovets närvaro.

I fokus för uppmärksamheten stod de två medeltidshjältarna Fale Bure, som omnämns som Fale ”hin gamle” och Fale ”hin unge”. De omnämns återkommande i 1700- och 1800-talets facklitteratur och får också stå i centrum i flera dramatiska verk omkring år 1800. Jacob De la Gardies fyraktsdrama Fale Bure från 1795 om Fale Bure och dennes uppoffringar för det svenska kungahuset hade ett seriöst dagspolitiskt syfte. Tanken var att berättelsen om Fale Bure skulle förmå de oroliga stockholmarna att trots missväxt och hög inflation hålla sig rojalistiska och inte falla för de revolutionära, jakobinska strömningarna.
Den yngre Fale omnämns i en lokal legend i Sköns socken i Medelpad som hjälten Fale ”hin unge” i byn Birsta. Denne skulle ha räddat en kungason och ha hämnats dennes faders död genom att besegra de inkräktande danskarna. Fale sades vara begravd under en gravsten med en sköld och en böjd arm som sköldemärke. Legenden, som Johan Bure lärde känna vid ett möte med kyrkoherden i Skön år 1601, gav dock inga namn eller årtal. Johan Bure identifierade denne Fale som en anfader utifrån bynamnet Birsta, ”Byrestad”, som han tolkade som ”Burestad”, en plats grundad och bebodd av Burar. Han passade därefter in legenden i stridigheterna mellan Sverkerska ätten och Erikska ätten omkring år 1200. I rikshistorikerna uppträder från 1650-talet dock en Fale Bure som ska ha varit hövitsman för de anförare som hämnades Erik den heliges död år 1161, alltså ett halvt århundrade innan Fale hin unge skulle ha utfört sina stordåd enligt Johan Bure. Denne Fale Bure ”hin gamle” framställdes på 1700-talet som farfar till den yngre Fale Bure ”hin unge”. Genom att han kopplades till Johan Bures runstensgenealogi skapades en sammanhängande släktkedja bakåt till vikingatiden. I en dissertation av Nils Casström 1746 presenterades de båda Fale och hela den fullständiga släktkedjan i tryck för första gången.  Denna släkttavla ingick ännu i Riddarhusets utgåva av stamtavlorna 1858. De äldre släktleden har dock gallrats bort som ohistoriska i Gustaf Elgenstiernas utgåva 1925.
Redan historikern Sven Lagerbring påpekade 1773 att de berättelser om de båda Fale Bure som var i omlopp i litteraturen innehöll flera historiska orimligheter. En mer konstruktiv kritik framfördes av bibliotekarien Leonard Bygdén, då denne 1890 presenterade sin kritiska undersökning av myten om den yngre Fale Bure. Han kunde visa att den ursprungliga legenden om Fale hin unge med all sannolikhet återgick på Fartegn Unge, sannolikt son till Nils Fartegnsson, två mellannorrländska stormän som omnämns i några medeltida urkunder vid 1300-talets mitt.

## Nutida revideringar av de äldre släktleden
De senaste åren har Johan Bures släktföreställningar, hans släktbok och traderingen av uppgifter ägnats ny uppmärksamhet utifrån ett källkritiskt perspektiv. Nya försök har också gjorts att harmonisera den gamla släktkedjan och den muntliga berättartraditionen med de historiska beläggen för Fartegn Unge och den grupp av norrländska stormän i vilken han verkar ha ingått,  men försöken har inte levt upp till de nutida kraven på historievetenskaplig forskning.

### Dordi Bure?
Ett av tillskotten syftar till att förbinda den i Finland mycket kända och vittutbredda Sursillsläkten med Bureätten. Kopplingen grundar sig på spekulationer över en påbörjad men inte avslutad anteckning av Johan Bure i släktboken. Den inte helt lättlästa kommentaren lyder i autografen i finska Riksarkivet: ”Somblige mene at then store Slächten i Österbotn, som är ifrå Theegh. antingen Erik Ångermans hustrus (Dordijs) eller [’eller’ är ändrat från ett påbörjat ’skall’] [överstruket: thennes] etc. skall wara af Bureätten”. Denna vaga notering om att någon av Sursillsläktens stamföräldrar, Erik Ångerman och hustrun Dordi i Teg i Umeå eller möjligen någon släkting till dem, skulle ha tillhört Bureätten har fått finska och svenska släktforskare att tilldela henne namnet Bure. Denna ”Dordi Bure” förekommer redan i åtskilliga släkttavlor på nätet. Därifrån har steget inte varit långt till att lägga in henne på lämplig plats i Buregenealogin. Johan Bure själv placerar inte in henne bland sina släktingar i sin stora redovisning av sin mormors Buresläktingar och -förfäder. (Hans notering är för övrigt det äldsta omnämnandet av Sursillsläkten, ett halvsekel äldre än Johannes Terserus upptäckt och uppteckning av denna stora, ofrälse släktkrets.)

### Gentester
En uppmärksammad DNA-analys genomfördes 2013 av Peter Sjölund och Ronny Norberg. Y-kromosomer (som ärvs från far till son) undersöktes för flera nu levande ättlingar på manssidan till Gamle Olof Hersessons söner Anders Olofsson och Olof Olofsson, som alla visade sig vara bärare av haplogrupp G2A, närmare bestämt den unika undergruppen G-Y12970. De är således släkt på fädernet med varandra. Tre nu levande ättlingar på manssidan till gästgivaren Christoffer Hansson Zynth är sinsemellan släkt men bär istället på haplogrupp R1b, och tillhör alltså inte Bureätten på fädernet. Enligt Johan Bures släktutredning tillhörde Christoffer Hansson en manlig arvslinje som inleds med Fale Olofsson, vilken i sin tur anges som son till Gamle Olof Herssesson i en senare version av Johan Bures släktutredning. Hela grenen Fale Olofsson, eller Säbrågrenen, saknas emellertid i den ursprungliga utredningen enligt analys av Urban Sikeborg, förutom ett antal personer som är burar på mödernet. Grenen baseras endast på en persons minnesuppgifter, och det är oklart om Johan Bure eller någon annan lade till grenen. Sikeborg har sedan tidigare hävdat hypotesen att hela grenen Fale Olofsson saknar koppling till Bureätten på fädernet och DNA-studien tolkas därför som stöd för denna hypotes. 
Andra ifrågasatta släktband i Buregenealogin har istället bekräftats av DNA-studien, nämligen kopplingen mellan Olof Hersesson och hans son Olof Olofsson, samt mellan dennes sonsons sonson Ambrosius Andersson och hans son Olof Ambrosson, som tidigare har ansetts enbart vara ett antagande baserat på namnlikhet.
Ett överraskande resultat är att samtliga sex arvslinjer var obrutna i omkring 18 generationer. Arvet hade förts vidare över 100 gånger utan att någon hade hittat en barnafader utanför äktenskapet. Anmärkningsvärt är också att G2A är mycket ovanlig i Skandinavien. Detta kan tolkas som att Bureättens anfäder flyttade söderifrån sent i historien.
De tre bröderna Andreas, Jonas och Olof var kända personligheter på 1600-talet som hade tagit sig namnet Bure efter sin mor, och senare adlades och blev den adliga ätten Bure. Andreas grundade lantmäteriet, Jonas var riksantikvarie och Olof var livläkare åt Gustav II Adolf. Ovan nämnda gentest tolkas som att de tre bröderna inte tillhör släkten Bure på manssidan såsom uppges i Johan Bures släktutredning, men den gren av Bureätten som deras mor tillhörde får stöd av studien. Avslöjandet innebär inte att bröderna inte skulle ha rätt till sitt namn eller skulle ha adlats på felaktiga grunder, något som felaktigt har hävdats i media.
Under 2014 bekräftades Bureättens ovanliga Y-DNA hos agnatiska ättlingar till två 1500-talsbönder från Falmark, dock med ytterligare tre mutationer som Gamle Olofs ättlingar saknar. År 2019 upptäcktes en variant av Falmarksböndernas Y-DNA även hos en person med rötter i 1600-talets Gästrikland. Falmarksgrenen tillhör haplogrupp G-Y16788, medan Buresläkten (Gamle Olofs ättlingar) tillhör G-Y12970. De båda varianterna beräknas ha förgrenat sig från varandra för omkring 750 år sedan, det vill säga redan på 1200-/1300-talet. Detta talar emot Johan Bures uppgift om att Gamle Olof i Bureå skulle ha haft en bror vid namn Fale, som ”byggde på faderns fäbodar och kallade det Falmark”, utan förgreningen måste ha skett flera generationer tidigare än vad som framgår av Bure-genealogin. Ortnamnsforskning visar också att Falmark (kort för Farteigns mark), liksom andra byar med Ortnamnsefterledet -mark, bildades redan under äldre medeltid, flera hundra år innan Gamle Olof. Ortnamnsforskningen ger dock Johan Bure rätt i att Falmark betyder skogsmark som grundades av en person vid namn Fartegn/Fale.